# Francesco Lamon
Francesco Lamon (Mirano, Venècia, Vèneto, 5 de febrer de 1994) és un ciclista italià, professional des del 2013. S'ha especialitzat en el ciclisme en pista. Actualment corre a l'equip amateur Team Colpack.

## Palmarès en pista
- 2014
  -  Campió d'Itàlia en Puntuació
  -  Campió d'Itàlia en Madison, amb Simone Consonni

### Resultats a laCopa del Món
- 2017-2018
  - 1r a Pruszków, en Persecució per equips